# Sophie Dorothea Eckener
Sophie Dorothea Eckener geborene Eisenlohr (* 8. Januar 1884 in London; † 28. März 1975 in Stuttgart) war eine deutsche Malerin, Grafikerin und Porträtmalerin.

## Leben

### Jugend und Ausbildung
Sophie Dorothea Eckener war die Tochter von Ferdinand Eisenlohr (1837–1895), Großkaufmann im ostindischen Indigo-, Baumwoll- und Jutehandel, deutscher Konsul in Kalkutta und Haupt der dortigen deutschen Kolonisten, und dessen Ehefrau Helene (geborene Polchen) (1853–1891); ihre Eltern ließen sich 1880 in London nieder. Noch in London nahm sie privaten Zeichenunterricht (Pferdestudien). Nach dem Tod ihres Vaters zog sie 1895 mit dessen zweiter Ehefrau nach Stuttgart.
Zusammen mit ihrem Cousin, dem Graphiker André Marty nahm sie auch in Stuttgart Zeichenunterricht. Von 1899 bis 1901 besuchte sie die Städtische Kunstgewerbeschule für Frauen und hatte dort Unterricht bei Magdalene Schweizer in Modellieren, Pflanzen- und Tierstudien. Anschließend studierte sie bis 1905 an der Königlichen Württembergischen Akademie der Bildenden Künste für zwei Jahre in der Damenklasse bei Gustav Igler. Nebenher nahm sie Privatunterricht bei Alfred Schmidt (1867–1956) in Aktzeichnen sowie Porträt- und Landschaftsmalerei. Auch bei dem Tiermaler Josef Kerschensteiner erhielt sie Privatunterricht.
Ihr Onkel Ludwig Eisenlohr richtete ihr in Stuttgart ein eigenes Atelier in seinem Haus ein. Reisen führten sie während des Studiums nach London, Paris und an die Flensburger Förde.

### Ehe mit Alexander Eckener
Als siebzehnjährige fand sie über ihren Onkel, den Architekten und Oberbaurat Ludwig Eisenlohr, Kontakt zum Stuttgarter Künstlerbund. Diesem gehörten unter anderem Graf Leopold von Kalckreuth, Josef Kerschensteiner, Robert von Haug, Carlos Grethe und der aus Flensburg stammende Maler und Radierer Alexander Eckener (1870–1944) an.
1903 verlobte sich Sophie Dorothea in Flensburg mit Alexander Eckener und 1905, nachdem dieser seine Ausbildung beendet und in Stuttgart eine private Radierschule eröffnet hatte, heirateten sie. Ihre Kinder, vier Mädchen und ein Junge, wurden zwischen 1906 und 1922 geboren; von ihren Kindern ist namentlich bekannt: Hans-Peter Eckener (* 8. Mai 1910 in Stuttgart; † 12. Februar 1944, gefallen in Polen), Architekt und Maler.
Bis 1918 verbrachte das Ehepaar seine Sommeraufenthalten in Rinkenis bei Gravenstein, später auf seinem Sommersitz in Abtsgmünd.

### Malerin
Während ihrem Ehemann ein Atelier zur Verfügung stand, zeichnete sie, wenn sie durch die familiären und gesellschaftlichen Verpflichtungen nicht zu sehr eingebunden war, mit dem Skizzenblock auf dem Schoß. Sie aquarellierte Landschaften und porträtierte Mitglieder ihrer Familie sowie der Stuttgarter Gesellschaft, unter anderem Theodor Fischer, Landesbischof Theophil Wurm, den Cellisten Ludwig Hoelscher, den Naturforscher David Geyer und die Ehefrau von Albert Schweitzer, Helene.

### Schriftstellerin
Eckener verfasste humorvolle und autobiographische Erzählungen und Kinderliteratur für ihre Familie.

## Mitgliedschaften
Sophie Dorothea Eckener war seit 1937 Mitglied im Württembergischen Malerinnenverein (WMV) bzw. ab 1945 bis zu ihrem Tod in der Nachfolgeorganisation, dem Bund Bildender Künstlerinnen Württembergs (BBKW). Bis 1962 hatte Eckener im Haus des BBKW ein Atelier. Außerdem war sie Mitglied im GEDOK Stuttgart und dem Verband Bildender Künstler Württemberg (heute: Verband Bildender Künstler und Künstlerinnen Württemberg).

## Ausstellungen
- 1948 Künstlerinnen sehen sich, Stuttgart: BBKW.[4]
- 1954 Stuttgart: Malerinnenheim.
- 1954/55 Husum: Nissenhaus.[4]
- 1956 Stuttgart: Malerinnenheim.
- 1959 Stuttgart: Malerinnenheim.
- 1964 Stuttgart-Bad Cannstatt: Galerie Kunsthöfle.[4]
- 1966 Stuttgart: GEDOK-Haus.
- 1979 Hamburg-Altona: Altonaer Museum.
- 1984 S. E. Gedächtnisausstellung zum 100. Geburtstag, Stuttgart, BBKW Atelierhaus-Galerie.[4]

## Werke (Auswahl)
- Husum: Nissenhaus.
- Schleswig: Schleswig-Holsteinisches Landesmuseum Schloss Gottorf.